# Wing Commander
Wing Commander er en militærrang i Royal Air Force og flere Commonwealth-landes luftvåben. Rangen blev oprettet i 1918 i det nyoprettede RAF, som en luftmilitær pendant til Royal Navys Commander (kommandørkaptajn). En Wing Commander er ikke nødvendigvis "leder af en wing".
Titlen er ifølge NATO en OF-4 officer, hvilket modsvarer den danske rang oberstløjtnant.

## Ekstern henvisning og kilde
1. ↑  STANAG 2116 NATO standardization agreement 25. feb. 2010

- Ranks and Badges of the Royal Air Force

| Militær | Spire Denne artikel om militær er en spire som bør udbygges. Du er velkommen til at hjælpe Wikipedia ved at udvide den. |